# Grovkøkken
Et grovkøkken er et rum eller en del af et rum, der anvendes til det grovere køkkenarbejde såsom partering af dyr og rensning af grove grøntsager.
| Mad og drikke | Spire Denne artikel om mad og drikke er en spire som bør udbygges. Du er velkommen til at hjælpe Wikipedia ved at udvide den. |